# 1000-km-Rennen von Kyalami 1984

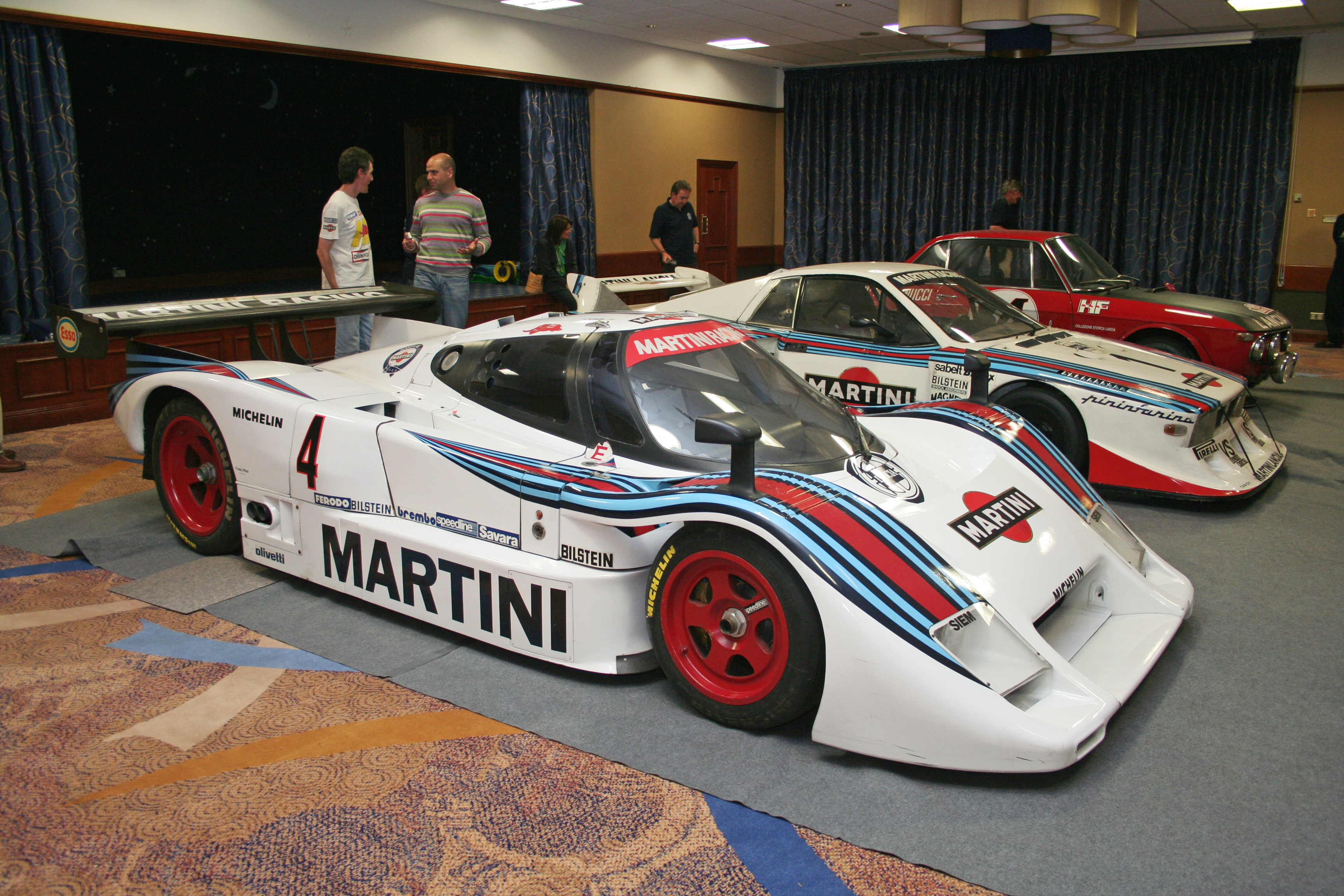
Lancia LC2 mit der Startnummer 4; der Siegerwagen von Riccardo Patrese und Alessandro Nannini

Das 1000-km-Rennen von Kyalami 1984, auch Kyalami 1000 Kilometres, fand am 3. November auf dem Kyalami Grand Prix Circuit statt und war der zehnte Wertungslauf der Sportwagen-Weltmeisterschaft dieses Jahres.

## Das Rennen
Nur drei internationale Teams machten sich auf die Reise zum Langstreckenrennen nach Südafrika. Nach dem 1000-km-Rennen von Fuji und vor dem Saisonabschluss im australischen Sandown Park mieden viele Teams eine weitere beschwerliche Anreise. Nur drei Fahrzeuge der Gruppe C1 wurden gemeldet, zwei Werks-Lancia LC2 und der Porsche 956 des Deutschen Dieter Schornstein, der sich das Cockpit mit seinem Landsmann Louis Krages und dem Franzosen Henri Pescarolo teilte. Die Lancia LC2 wurden von Riccardo Patrese, Alessandro Nannini, Paolo Barilla und Bob Wollek gefahren. Autodelta meldete drei Alfa Romeo Alfetta GTV6, die Fahrzeuge wurden jedoch in Südafrika aufgebaut und fast ausschließlich von heimischen Piloten gesteuert.
Um den Zuschauern ein volles Starterfeld bieten zu können, wurde dieses mit südafrikanischen Tourenwagenteams aufgefüllt. Der Leistungsunterschied zu den Lancias war aber enorm. Das drittplatzierte Nissan-Skyline-Team hatte im Ziel einen Rückstand von 42 Runden auf den siegreichen Werks-Lancia. Der Lancia-Erfolg beendete die seit 18. Rennen andauernde Siegesserie des Porsche 956.

## Ergebnisse

### Schlussklassement
| 1                  | C1 | 4  | Martini Racing            | Riccardo Patrese Alessandro Nannini                | Lancia LC2-84           | 244 |
| 2                  | C1 | 5  | Martini Racing            | Bob Wollek Paolo Barilla                           | Lancia LC2-84           | 242 |
| 3                  | MB | 42 | Autoquip                  | Hennie van der Linde George Santana Errol Shearsby | Nissan Skyline          | 202 |
| 4                  | MA | 34 | Randfontein Panel Beaters | Ben Morgenrood John Coetzee Willie Hepburn         | Mazda RX-7              | 201 |
| 5                  | MB | 41 | Autodelta                 | Arnold Chatz Nicola Bianco                         | Alfa Romeo Alfetta GTV6 | 200 |
| 6                  | TT | 21 | Autodelta                 | Mike Formato Paul Moni                             | Alfa Romeo Alfetta GTV6 | 193 |
| 7                  | MC | 45 | Anton Meyer               | Geoff Mortimer Peter Lanz                          | VW Golf GTi             | 193 |
| 8                  | MB | 37 | Glenwood Motors           | Giovanni Piazza-Musso William van Zyl              | Alfa Romeo Alfetta GTV6 | 190 |
| 9                  | C1 | 12 | Schornstein Racing Team   | Henri Pescarolo Dieter Schornstein Louis Krages    | Porsche 956             | 187 |
| 10                 | MC | 52 | Superite                  | Jannie van Rooyen Nico van Rensburg                | Nissan Stanza           | 183 |
| 11                 | MC | 47 | Cornight Motors           | Don Bruins Brian Rowlings                          | Toyota Corolla          | 182 |
| 12                 | MC | 50 | Speedparts                | Johnny Knez Dave Repsold                           | Toyota Corolla          | 182 |
| 13                 | TU | 23 | Nissan South Africa       | Charles Brittz Colin Clay                          | Nissan Skyline          | 182 |
| 14                 | TV | 31 | Stuart Pegg               | Roelof Fekken Jan Hettema Michael Sapiro           | VW Golf GTi             | 180 |
| 15                 | TV | 28 | Alan Esterhuizen          | Alan Esterhuizen Koos Roos                         | Alfa Romeo Giulietta    | 171 |
| Nicht klassiert    |    |    |                           |                                                    |                         |     |
| 16                 | TV | 26 | Shell Sport South Africa  | John Stewart Clive Wesson Trevor Trautman          | VW Golf GTi             | 167 |
| 17                 | MA | 35 | Bonanza Shopfitters       | Mike O‘Sullivan Paddy O‘Sullivan                   | Rover 3500              | 160 |
| 18                 | MC | 53 |                           | Rodney Williams Barry Botes Tony Botes             | Ford Escort Sport       | 160 |
| Ausgefallen        |    |    |                           |                                                    |                         |     |
| 19                 | MB | 39 | Glenwood Motors           | Rofino Pontea Abel D‘Oliveira                      | Alfa Romeo Alfetta GTV6 | 139 |
| 20                 | C2 | 90 | DAW Supplies              | Trevor van Rooyen Peter Morrison                   | Tiga SC83               | 110 |
| 21                 | MC | 54 | Kenny Crover              | Kenny Crover Michael Kurz                          | Ford Escort Sport       | 103 |
| 22                 | MC | 51 | Trepal Motor              | Dorino Treccani Graham Cooper                      | Ford Escort Sport       | 79  |
| 23                 | TV | 29 | Michael Sapiro            | Harry Kibel Paul Kox Peter Greaves                 | Mazda Capella           | 70  |
| 24                 | TT | 22 | Autodelta                 | Dick Pickering Louis Parsons                       | Alfa Romeo Alfetta GTV6 | 56  |
| 25                 | MC | 43 | Shell Sport South Africa  | Dick Sorensen Johann Coetzee                       | Nissan Stanza           | 49  |
| 26                 | MC | 49 | Super Exhaust             | Jimmy Williamson Larry Wilford                     | Nissan 160Z             | 48  |
| 27                 | C2 | 70 | Tiga Cars South Africa    | Lew Baker Gordon Hatch                             | Tiga SC83               | 45  |
| 28                 | MC | 48 | Shell Sports South Africa | Peter Southwood Tim Mackintosh                     | Ford Escort Sport       | 26  |
| 29                 | MB | 38 | Rick Davis                | Rick Davis Bruno Paleta Andre Pretorius            | Mazda Capella           | 15  |
| 30                 | MB | 40 | Philip Booysen            | Dick Klaver Philip Booysen Geoff Goddard           | BMW 530i                | 6   |
| 31                 | MC | 44 | Smith’s Wheels            | Brian Cook Alan Brough                             | Ford Escort RS          | 6   |
| 32                 | MA | 33 | Philip Booysen            | Willi Hepburn Robby Smith                          | Mazda RX-7              | 2   |
| Nicht gestartet    |    |    |                           |                                                    |                         |     |
| 33                 | MC | 46 |                           | George Bezuidenhout Hannes Grobler                 | Nissan Skyline          | 1   |
| Nicht qualifiziert |    |    |                           |                                                    |                         |     |
| 34                 | ZV | 30 | Bobby Scott               | Bobby Scott Neville Scott Colin Burford            | Mazda Capella           | 2   |
| 35                 | TV | 32 | Danny Moyle               | Danny Moyle Leon de Klerk                          | Mazda Capella           | 3   |
| 36                 | MB | 36 | Tow Tuck Service          | Johnny Eekhout Ritchie Jute                        | Ford Sierra             | 4   |

1 nicht gestartet
2 nicht qualifiziert
3 nicht qualifiziert
4 nicht qualifiziert

### Nur in der Meldeliste
Hier finden sich Teams, Fahrer und Fahrzeuge, die ursprünglich für das Rennen gemeldet waren, aber aus den unterschiedlichsten Gründen daran nicht teilnahmen.
| Pos. | Klasse | Nr. | Team                     | Fahrer                     | Chassis       |
| ---- | ------ | --- | ------------------------ | -------------------------- | ------------- |
| 37   | TT     | 20  | Dave Le Roux             | Dave Le Roux Derek Irving  | Mazda RX-7    |
| 38   | TU     | 24  | Factory Building Systems | Johann Alberts Koos Roos   | BMW 323i      |
| 39   | TV     | 25  | P. G. Glass              | Tony Troskie Jack Donald   | Mazda Capella |
| 40   | TV     | 27  | Greath South Sigma       | Tommy Voget Johnny Pienaar | Mazda Capella |

### Klassensieger
| Klasse | Fahrer                  | Fahrer             | Fahrer         | Fahrzeug                | Platzierung im Gesamtklassement |
| ------ | ----------------------- | ------------------ | -------------- | ----------------------- | ------------------------------- |
| C1     | Riccardo Patrese        | Alessandro Nannini |                | Lancia LC2              | Gesamtsieg                      |
| C2     | kein Teilnehmer im Ziel |                    |                |                         |                                 |
| MA     | Ben Morgenrood          | John Coetzee       | Willie Hepburn | Mazda RX-7              | Rang 4                          |
| MB     | Hennie van der Linde    | George Santana     | Errol Shearsby | Nissan Skyline          | Rang 3                          |
| MC     | Geoff Mortimer          | Peter Lanz         |                | VW Golf GTi             | Rang 7                          |
| TT     | Mike Formato            | Paul Moni          |                | Alfa Romeo Alfetta GTV6 | Rang 6                          |
| TU     | Charles Brittz          | Colin Clay         |                | Nissan Skyline          | Rang 13                         |
| TT     | Roelef Fekken           | Jan Hettema        | Michael Sapiro | VW Golf GTi             | Rang 14                         |

### Renndaten
- Gemeldet: 40
- Gestartet: 32
- Gewertet: 15
- Rennklassen: 8
- Zuschauer: unbekannt
- Wetter am Renntag: warm und trocken
- Streckenlänge: 4,104 km
- Fahrzeit des Siegerteams: 5:38:13,920 Stunden
- Gesamtrunden des Siegerteams: 244
- Gesamtdistanz des Siegerteams: 1001,376 km
- Siegerschnitt: 177,637 km/h
- Pole Position: Bob Wollek – Lancia LC2 (#5) – 1:12,960 = 202,500 km/h
- Schnellste Rennrunde: Riccardo Patrese – Lancia LC2 (#4) – 1:16,180 = 193,941 km/h
- Rennserie: 10. Lauf zur Sportwagen-Weltmeisterschaft 1984